# Edgardo Antinori
Edgardo Antinori (22 de diciembre de 1969) es un deportista argentino que compitió en judo. Ganó dos medallas de bronce en el Campeonato Panamericano de Judo en los años 1990 y 1992.
Participó en los Juegos Olímpicos de Barcelona 1992, donde finalizó trigésimo cuarto en la categoría de –71 kg.

## Palmarés internacional
| Campeonato Panamericano | Campeonato Panamericano | Campeonato Panamericano | Campeonato Panamericano |
| Año                     | Lugar                   | Medalla                 | Categoría               |
| ----------------------- | ----------------------- | ----------------------- | ----------------------- |
| 1990                    | Caracas (Venezuela)     | Medalla de bronce       | –71 kg                  |
| 1992                    | Hamilton (Canadá)       | Medalla de bronce       | –71 kg                  |